# Gruppenstafette

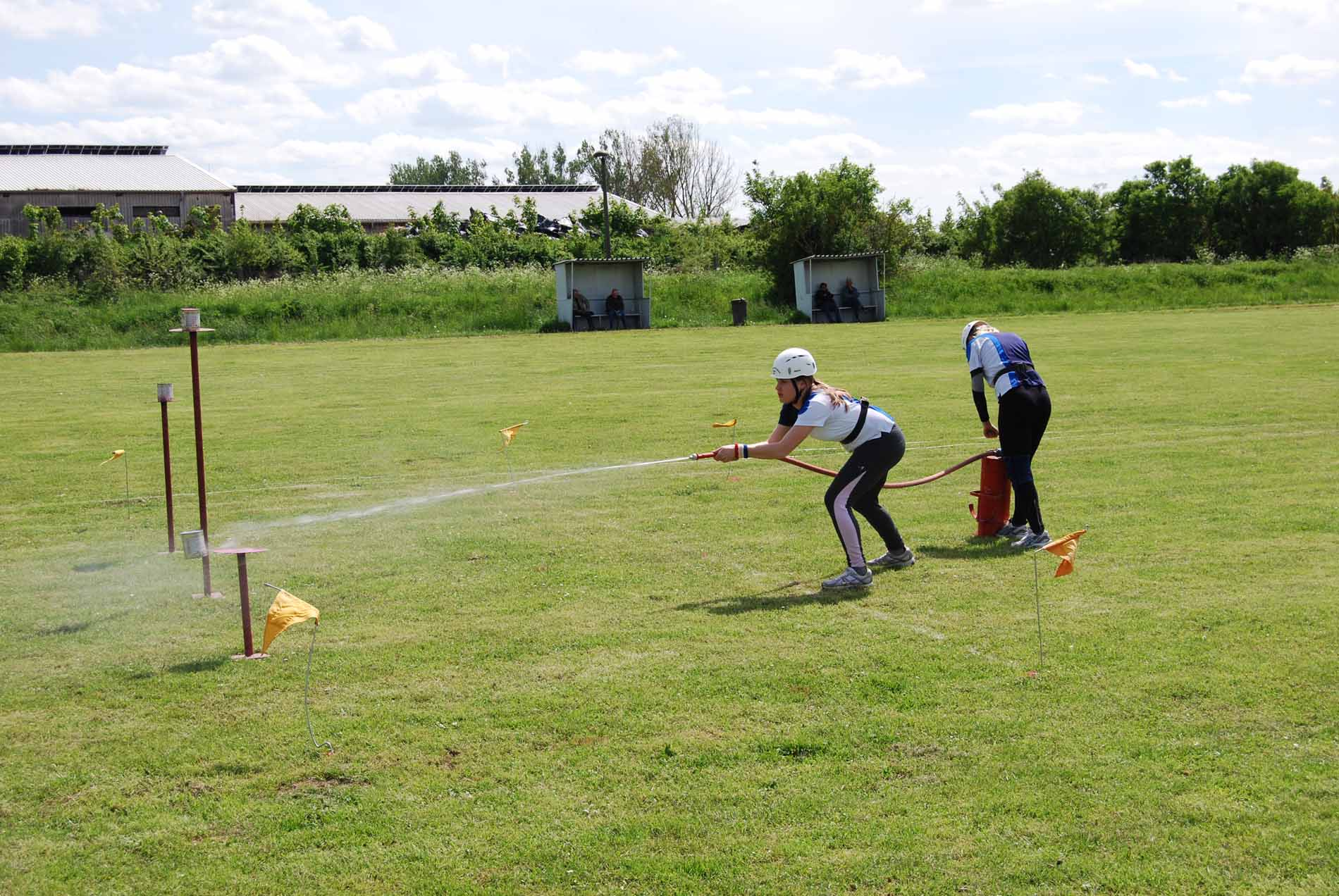
Zielen mit D-Schlauch und Kübelspritze – Deutschlandpokal 2010

Die Gruppenstafette bezeichnet eine Disziplin des Feuerwehrsports. Dabei werden feuerwehrtechnische Aufgaben auf Zeit überwunden.

## Geschichte
Im Jahr 1965 wurde in der DDR das erste Mal eine Bestenermittlung in der Disziplin Gruppenstafette für die zentralen Brandschutzorgane (Berufsfeuerwehr) ausgeschrieben. Der Aufbau bei den Männern war bedeutend umfangreicher als der jetzige Aufbau bei den Frauen. Zum Beispiel musste eine Bockleiter gebaut werden, die Kübelspritze zum Pumport getragen werden und Bekleidung angelegt werden. Die anfänglichen Zeiten beliefen sich auf ca. 4 Minuten. Im Jahr 1974 kamen dann Wettkämpfe für die Freiwilligen Feuerwehren hinzu. Unter anderem auch die abgewandelte Form der Gruppenstafette für die Frauen, welche dem heutigen Aufbau schon stark ähnelte.
Nach der Wende wurde im Jahr 2000 bei der Deutschen Meisterschaft im Feuerwehrsport die Gruppenstafette wieder eingeführt. Seit 2005 ist sie auch Teil der Mannschaftswertung der Deutschlandpokale.

Abmessungen der Wettkampfbahn
Animierter Ablauf der Gruppenstafette

## Ablauf

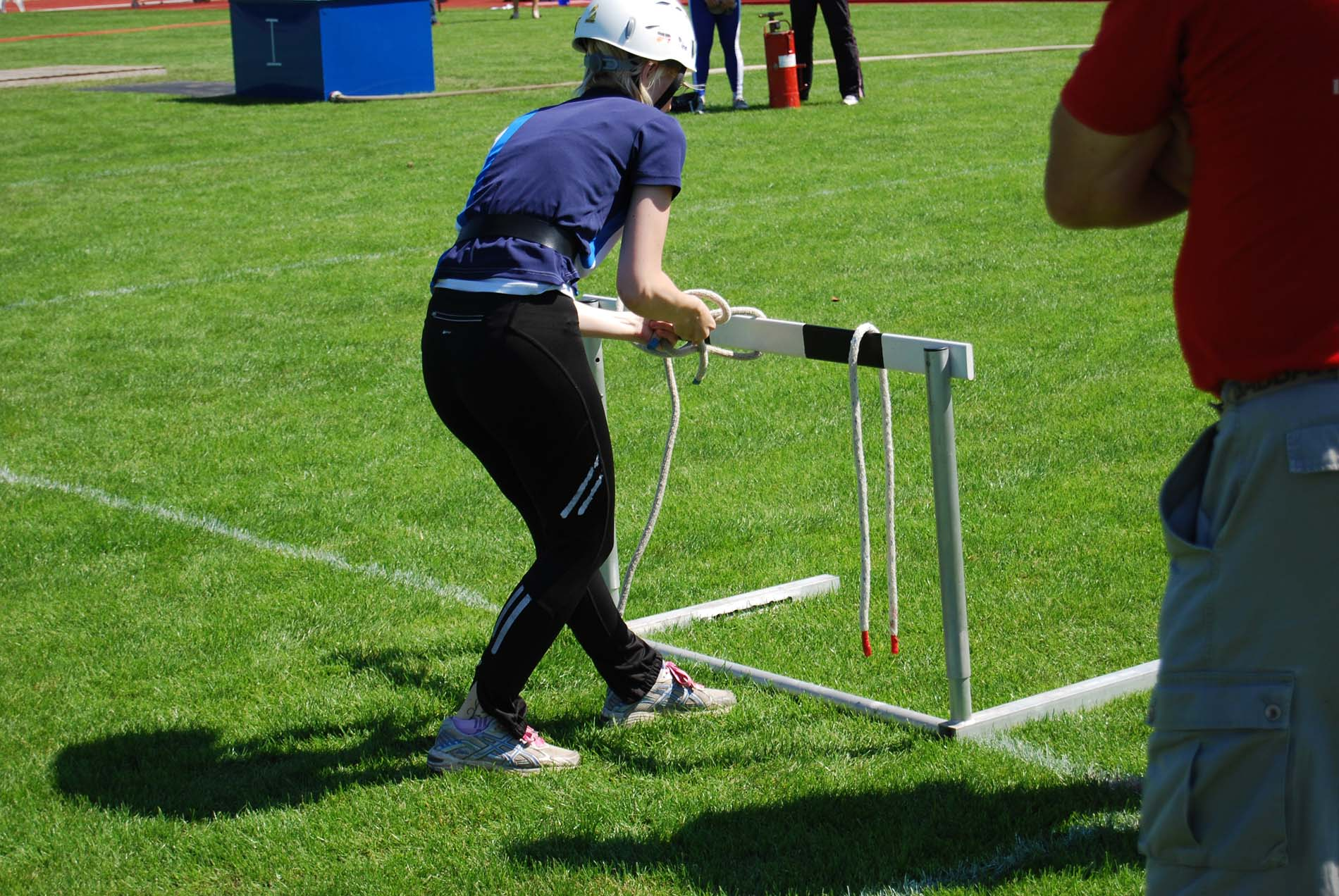
Knotenbinden beim Deutschlandpokal 2010 in Stelzendorf

Die Feuerwehrsportlerinnen stellen sich an der Startlinie auf. Nach dem Startkommando laufen zwei Feuerwehrfrauen zur Verteilerlinie und verbinden den mitgezogenen B-Schlauch mit dem ebenfalls mitgeführten Verteiler. Eine Läuferin läuft zurück und schlägt die nächste Person an, welches sich mit einem C-Schlauch auf den Weg zum Verteiler und ihn dort ankuppelt. Beide Kameraden laufen dann zur Strahlrohrlinie und kuppeln an das andere Ende des C-Schlauchs ein Strahlrohr an. Nach dem Durchkriechen einer Hürde wird die nächste Person an der Startlinie angeschlagen. Diese muss drei Knoten (Mastwurf, Kreuzknoten, Zimmermannsschlag) an einer 50 Meter entfernten Hürde korrekt binden und danach zur Startlinie zurückkehren. Die letzten beiden Läuferinnen machen sich auf den Weg zur Kübelspritze. Während die eine Läuferin den mitgebrachten D-Schlauch mit Strahlrohr und Pumpe verbindet, umrundet die andere Läuferin die Kübelspritze und schlägt die Läuferin an dem Strahlrohr ab. Diese läuft zur Kübelspritze und bedient diese. Nun müssen die Ziele (drei leere Dosen) von den Zielgeräten mit dem Wasser heruntergespritzt werden und die Strahlrohrführerin läuft Richtung Ziel. Sobald die Ziellinie überquert wird, wird die Zeit gestoppt.
Der aktuelle deutsche Rekord wird vom Team Mecklenburg-Vorpommern mit einer Zeit von 82,42 Sekunden gehalten. Er wurde von M. Twieg (B-Schlauch), S. Jakob (Verteiler), M. Grosche (C-Schlauch), S. Marek (Knoten), D. Bräuer (Kübelspritze) und N. Rambow (Spritzen) im Jahr 2012 bei der Deutschen Feuerwehr-Meisterschaft in Cottbus aufgestellt.